# Lijst van oorlogsmonumenten in Nunspeet
De Nederlandse gemeente Nunspeet heeft 14 oorlogsmonumenten en 2 Rijksmonumenten betreffende de oorlog'. Hieronder een overzicht.
| Nr.                             | Object                                       | Herdachte groep | Ontwerper                                           | Onthulling    | Type               | Locatie                                       | Plaats     | Coördinaten                   | Foto                                 |
| ------------------------------- | -------------------------------------------- | --- | --------------------------------------------------- | ------------- | ------------------ | --------------------------------------------- | ---------- | ----------------------------- | ------------------------------------ |
| 42                              | Gedenkstenen bij Het Verscholen Dorp         | vervolgden Nederland, verzet Nederland                                                                                                   |                                                     | 4 mei 1994    | gedenksteen        | Tongerenseweg, 8076 PV                        | Vierhouten | 52° 20' 20" NB, 5° 50' 52" OL | Gedenkstenen bij Het Verscholen Dorp |
| 43                              | Het Verscholen Dorp                          | geallieerde militairen, vervolgden Nederland, verzet Nederland                                                                           |                                                     |               | overig             | Pas Op-Weg                                    | Vierhouten | 52° 20' 11" NB, 5° 52' 19" OL | Het Verscholen Dorp                  |
| 672                             | Zwerfkei bij Het Verscholen Dorp             | geallieerde militairen, vervolgden Nederland, verzet Nederland, overig                                                                   |                                                     | 4 mei 1970    | gedenksteen        | Pas Op-Weg                                    | Vierhouten | 52° 20' 48" NB, 5° 51' 47" OL | Zwerfkei bij Het Verscholen Dorp     |
|                                 | Gedenksteen bij Het Verscholen Dorp          | vervolgden Nederland, verzet Nederland                                                                                                   |                                                     | 4 mei 1994    | gedenksteen        | Pas Op-Weg                                    | Vierhouten | 52° 20' 48" NB, 5° 51' 47" OL | Gedenksteen bij Het Verscholen Dorp  |
|                                 | Gedenkbord bij Het Verscholen Dorp           | vervolgden Nederland, verzet Nederland                                                                                                   |                                                     | 4 mei 1994    | gedenksteen        | Pas Op-Weg                                    | Vierhouten | 52° 20' 48" NB, 5° 51' 47" OL | Gedenkbord bij Het Verscholen Dorp   |
| 679                             | Bevrijdingsmonument                          | algemeen, geallieerde militairen |                                                     | 19 april 2000 | gedenksteen        | Laan 27, 8071 JG                              | Nunspeet   | 52° 22' 42" NB, 5° 47' 11" OL |                                      |
| 2534                            | Vliegersmonument                             | geallieerde militairen, militairen in dienst van het Ned. Kon. 1940-1945                                                                 |                                                     | 2 mei 2006    | overig             | Eperweg                                       | Nunspeet   | 52° 22' 17" NB, 5° 49' 40" OL | Meer afbeeldingen                    |
| 2653                            | Monument op de Algemene begraafplaats        | burgerslachtoffers | H.J. van Geenen, H. van Willigen                    |               | begraafplaats/graf | Eperweg, 8071 AW                              | Nunspeet   | 52° 22' 17" NB, 5° 49' 40" OL | Meer afbeeldingen                    |
|                                 | Erehof Nunspeet                              | geallieerde militairen |                                                     |               | begraafplaats/graf | Eperweg, 8071 AW                              | Nunspeet   | 52° 22' 17" NB, 5° 49' 40" OL | Meer afbeeldingen                    |
| 2654                            | Oorlogsmonument                              | militairen in dienst van het Ned. Kon. na 1945, militairen in dienst van het Ned. Kon. 1940-1945, vervolgden Nederland, verzet Nederland | J. Burgers                                          |               | zuil               | Laan, 8071 JG                                 | Nunspeet   | 52° 22' 54" NB, 5° 47' 14" OL |                                      |
| 3140                            | Lancaster-monument                           | geallieerde militairen |                                                     | 19 april 2008 | gedenksteen        | Schaarweg                                     | Elspeet    | 52° 16' 29" NB, 5° 46' 2" OL  |                                      |
| 4077                            | Oorlogsmonument                              | algemeen |                                                     |               | gedenksteen        | Uddelerweg 72, begraafplaats Elspeet, 8075 CH | Elspeet    | 52° 17' 4" NB, 5° 47' 13" OL  | Oorlogsmonument                      |
| 3251                            | Verzetsmonument                              | verzet Nederland | Dirk Verheij (ontwerp); Camille van Os (uitvoering) | 4 mei 2008    | beeld/sculptuur    | Zandhuisweg                                   | Hulshorst  | 52° 21' 45" NB, 5° 43' 59" OL |                                      |
| 3296                            | Oorlogsmonument                              | geallieerde militairen |                                                     |               | Kruis              | Hierderweg                                    | Hulshorst  | 52° 19' 45" NB, 5° 44' 1" OL  | Oorlogsmonument                      |
| 3327                            | Herdenkingszuil en luidklok op De Paasheuvel | vervolgden Nederland, burgerslachtoffers                                                                                                 |                                                     | 25 mei 1947   | overig             | 't Frusselt 30, 8076 RE                       | Vierhouten | 52° 19' 49" NB, 5° 49' 18" OL |                                      |
| Dit oorlogsmonument op Wikidata | Stolpersteine                                | vervolgden Nederland | Gunter Demnig                                       |               | reliëf             | Zie Lijst van Stolpersteine in Nunspeet       | Nunspeet   |                               | Meer afbeeldingen                    |

| Object                                                                                              | Oorspronkelijke functie?  | Bouwjaar | Architect | Locatie        | Coördinaten?                  | Nr.?   | Afbeelding                                                                                          |
| --------------------------------------------------------------------------------------------------- | ------------------------- | -------- | --------- | -------------- | ----------------------------- | ------ | --------------------------------------------------------------------------------------------------- |
| Herdenkingsmonument Belgische burgerslachtoffers uit de Eerste Wereldoorlog uit Vluchtoord Nunspeet | Gedenkteken               | ca. 1919 |           | Eperweg bij 22 | 52° 22' 35" NB, 5° 47' 27" OL | 523993 | Herdenkingsmonument Belgische burgerslachtoffers uit de Eerste Wereldoorlog uit Vluchtoord Nunspeet |
| In gietijzer gemarkeerde kindergraven uit de Eerste Wereldoorlog                                    | Begraafplaats en -onderdl | 1919     |           | Eperweg bij 22 | 52° 22' 35" NB, 5° 47' 27" OL | 523994 | In gietijzer gemarkeerde kindergraven uit de Eerste Wereldoorlog                                    |

Aalten ·
Apeldoorn ·
Arnhem ·
Barneveld ·
Berg en Dal ·
Berkelland ·
Beuningen ·
Bronckhorst ·
Brummen ·
Buren ·
Culemborg ·
Doesburg ·
Doetinchem ·
Druten ·
Duiven ·
Ede ·
Elburg ·
Epe ·
Ermelo ·
Harderwijk ·
Hattem ·
Heerde ·
Heumen ·
Lingewaard ·
Lochem ·
Maasdriel ·
Montferland ·
Neder-Betuwe ·
Nijkerk ·
Nijmegen ·
Nunspeet ·
Oldebroek ·
Oost Gelre ·
Oude IJsselstreek ·
Overbetuwe ·
Putten ·
Renkum ·
Rheden ·
Rozendaal ·
Scherpenzeel ·
Tiel ·
Voorst ·
Wageningen ·
West Betuwe ·
West Maas en Waal ·
Westervoort ·
Wijchen ·
Winterswijk ·
Zaltbommel ·
Zevenaar ·
Zutphen